# Carpatia
Carpatia – wzgórze o wysokości 232,8 m n.p.m. w województwie podkarpackim, w powiecie mieleckim, na terenie gminy wiejskiej Mielec. Jest najwyższym wzniesieniem powiatu mieleckiego. Znajduje się w pasmie Karpatek, pomiędzy wsiami Przyłęk i Niwiska. W pobliżu znajdują się stawy oraz przebiega szlak im. Władysława Sikorskiego. Można nim dojść do położonego na północ od wzgórza rezerwatu przyrody Buczyna w Cyrance na Płaskowyżu Kolbuszowskim im. Władysława Szafera oraz parkingu znajdującego się przy leśniczówce w Przyłęku. Czas przejścia szlakiem od parkingu do wzgórza wynosi ok. 30 minut. 12 sierpnia 2012 z inicjatywy Mieleckiego Klubu Górskiego „Carpatia”, oddziału Polskiego Towarzystwa Tatrzańskiego na wzniesieniu umieszczono tablicę informacyjną.